# Ferdinand Gatineau
Louis André Ferdinand Gatineau, né le 13 juillet 1828 au hameau de Beaufrançois, commune d'Épeautrolles (Eure-et-Loir) et mort le 12 mars 1885 à Paris, est un homme politique français.

## Biographie
Fils de Jean André Gatineau, laboureur à Épeautrolles, et de Marie Mélanie Justine Létang.
Après ses études au collège de Chartres, il est étudiant à Paris, puis devient secrétaire aux états-majors de Lamoricière, puis de Changarnier (jusqu'en novembre 1851). 
Devenu avocat au barreau de Paris en 1851, il est républicain et plaide dans les affaires politiques en faveur des opposants au Second Empire. Il est également spécialisé dans le droit de l'expropriation.
Il est député d'Eure-et-Loir de 1876 à 1885 (arrondissement de Dreux), siégeant au groupe de l'Union républicaine. Il est signataire du manifeste des 363 députés qui refusent la confiance au gouvernement de Broglie, lors de la Crise du 16 mai 1877.
En 1877, il crée le journal "Le Réveil National", dont le premier numéro sort le 18 août 1877. Ce journal fusionnera en 1902 avec L'Action républicaine.
En 1881, il se rapproche de l'extrême gauche et passe au groupe de la Gauche radicale dont il devient président.
En 1883, il défend la sculptrice Jeanne Royannez, épouse de Clovis Hugues, dans son procès pour diffamation qui l’oppose à Jean Morin.
Domicilié à Paris, place du Théâtre-Français n°2, Ferdinand Gatineau meurt le 12 mars 1885. Ses obsèques ont lieu notamment en présence de Georges Clemenceau et d'Henri Rochefort. Il est inhumé au cimetière du Père Lachaise où un monument se composant d'un socle en marbre très élevé surmonté de quatre colonnes toscanes de porphyre, entre lesquelles se dresse le buste du défunt, modelé par Jeanne Royannez, est inauguré le 14 mars 1886.

### Descendance
Son fils unique Saint-André Louis Gatineau épouse le 28 février 1894 à Paris 16e, Thérèse Clemenceau (1872-1939), la seconde fille de Georges Clemenceau qui à la mort de son père en 1885 était devenu son tuteur. Le couple a un fils, Georges Gatineau-Clemenceau (1895-1969). Saint-André Gatineau est chef du secrétariat particulier du ministre du commerce Louis Terrier, percepteur et occupe notamment le poste de sous-préfet d'Albertville et d'Issoudun. Le couple Gatineau-Clemenceau a divorcé.

## Hommage
Une rue porte son nom à Dreux (Eure-et-Loir).

## Sources
- « Ferdinand Gatineau », dans Adolphe Robert et Gaston Cougny, Dictionnaire des parlementaires français, Edgar Bourloton, 1889-1891 [détail de l’édition]